# Louis Antoine
Louis Antoine   (Mirecourt, 23 de novembre de 1888 - Rennes, 8 de febrer de 1971) va ser un matemàtic francès cec.

## Vida i Obra
Antoine era fill del director d'una fàbrica de llumins que hi havia a Saintines. Va fer la seva escolarització en aquesta ciutat i als lycées de Nancy i de Douai. Després de fer el servei militar, va ingressar a l'École Normale Supérieure el 1909, en la qual va obtenir l'agregation el 1912.
A continuació va ser professor al lycèe de Dijon, però només hi va estar un curs perquè va ser mobilitzat en començar la Primera Guerra Mundial. Després d'una conducta heroica (que li va valer l'ascens a capità i la Legió d'Honor), va ser greument ferit a la cara el 1917, perdent els seus dos ulls de forma definitiva. Mentre es recuperava a l'hospital de Val-de-Grâce i creient que mai més podria exercir la docència, Henri Lebesgue el va convencer de dedicar-se a la topologia perquè en aquesta disciplina, els ulls de l'esprit i l'hàbit de treball poden reemplaçar la visió perduda. A partir de llavors, el propi Lebesgue, amb Gaston Julia i Marcel Brillouin, es van dedicar a traduir al braille els tractats més importants. Antoine, i un altre alumne, anomenat Bourguignon, es van dedicar a inventar el símbols tàctils corresponents als símbols matemàtics, com {\displaystyle \int }, {\displaystyle {\sqrt {}}}, {\displaystyle \in }, {\displaystyle \subset }, {\displaystyle \forall }, etc.
D'aquesta forma va poder preparar i defensar la seva tesi doctoral, obtenint el doctorat a la universitat d'Estrasburg el 1921. Els dos anys següents va ser professor a Estrasburg i el 1923 va ser nomenat professor de la universitat de Rennes, en la qual va romandre fins a la seva jubilació el 1957.

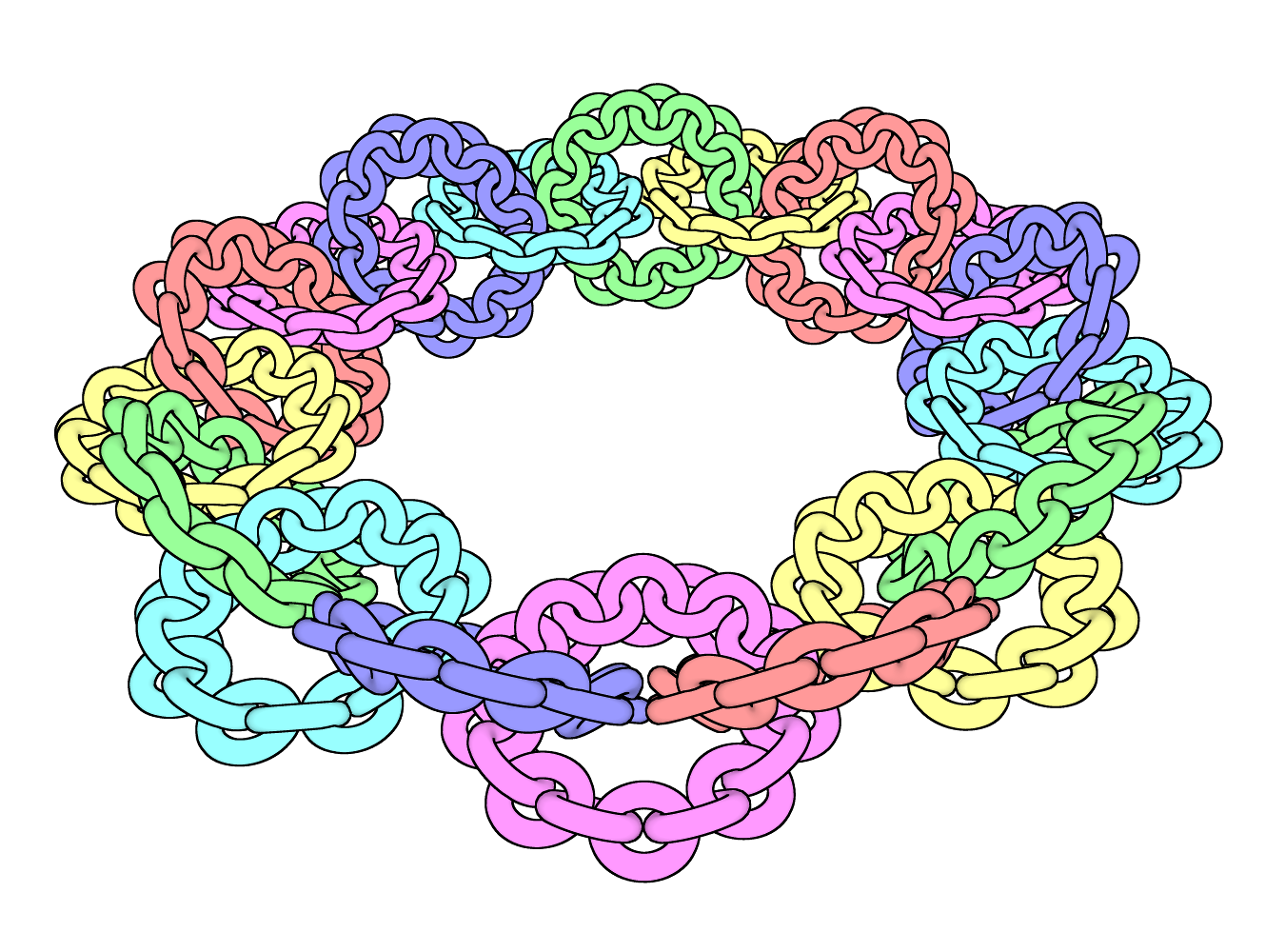
Collar d'Antoine

Antoine és recordat perquè, mentre intentava demostrar l'anàleg tridimensional del teorema de Jordan–Schönflies, va descobrir la primera incrustació directa d'un conjunt en l'espai tridimensional, avui coneguda com collar d'Antoine. Anys després, quan el matemàtic, també cec, Bernard Morin (1931-2018), li va preguntar quin aspecte tenia aquesta esfera incrustada, va confessar que era incapaç de visualitzar-la.
El gran mèrit de l'obra d'Antoine és la d'haver lligat la topologia amb la teoria de conjunts.